# HMS Erebus (1826)
HMS Erebus byla bombardovací loď postavená v roce 1826 ve Walesu pro Royal Navy. Byla pojmenována podle boha věčné tmy, jehož jméno nese v řecké mytologii také nejtemnější část podsvětí – Erebos (latinsky a anglicky Erebus). Byla vyzbrojena dvěma moždíři.
V letech 1839–1843 byla součástí Rossovy výpravy na Antarktidu, pojmenována po ní byla aktivní sopka Mount Erebus na Rossově ostrově, která byla objevena v roce 1841.
Při průzkumu Arktidy se na lodi o dva roky později plavil sir John Franklin, který se tam vydal hledat Severozápadní průjezd spojující Atlantský a Tichý oceán. Při této výpravě byla ztracena a její vrak byl objeven až po téměř 170 letech v září 2014. Vrak byl nalezen v Zálivu královny Maud v hloubce 11 metrů nedaleko ostrova Krále Williama v autonomní kanadské oblasti Nunavut.
Součástí Rossovy i Franklinovy výpravy byla rovněž o něco menší doprovodná loď HMS Terror, jejíž vrak byl nalezen o dva roky později, v září 2016. Na obou lodích cestovalo 129 mužů, kteří v důsledku nemocí a hladu všichni zahynuli.
Vraky se poté vydala hledat řada dalších výprav, které si vyžádaly životy více lidí než čítala celá Franklinova posádka.
Dne 26. dubna 2018 byly vraky plavidel Erebus a Terror britskou vládou věnovány kanadské vládě a inuitské komunitě, která měla na objevení obou plavidel klíčový podíl.
Okolnostem zániku obou lodí je věnován televizní seriál "Terror" (2018), který zobrazuje fiktivní příběh o příšeře pronásledující námořníky.